# Banchus nox
Banchus nox là một loài tò vò trong họ Ichneumonidae.